# 上海全景医学影像诊断中心
上海全景医学影像诊断中心是中華人民共和國首家卫计委批准设立的独立第三方医学影像中心。联合创始人为居培明。前身为2011年成立的上海世正医学影像，2015年改名上海全景医学影像诊断中心，2015年12月正式开始运营。

## 历史
2015年，上海全景徐匯医学影像诊断中心成立。2019年11月，上海全景虹口中心成立。2020年9月9日，上海全景医学影像诊断中心有限公司被认定为高新技术企业。

## 融资
2017年，上海全景医学影像诊断中心有限公司获得了A轮融资。2020年2月10日，獲得B轮超6亿人民币股权融资。此轮领投方为中法凯辉基金、源星资本和易凯未来产业基金，跟投方为泰达集团、苏民投君信资本、以及老股东海达创投等机构。